# Irisalva Moita

Irisalva Moita numa escavação.

Irisalva Moita (Sá da Bandeira, 21 de maio de 1924 – Lisboa, 13 de junho de 2009)  foi uma arqueóloga, conservadora e olisipógrafa portuguesa que reestruturou o Museu da Cidade e esteve à frente das escavações do Teatro Romano em Lisboa. Foi condecorada pelo Estado Português com a Ordem do Infante D. Henrique.

## Biografia
Irisalva Constância de Nóbrega Nunes Moita nasceu a 21 de maio de 1924, em Sá da Bandeira (atual Lubango), em Angola, antiga colónia portuguesa, filha de José da Moita (1881-1945), funcionário da Câmara Municipal de Sá da Bandeira, e de Justina Nóbrega (1895-1978). O seu avô materno, José da Nóbrega (1866-1941), natural de Santa Cruz (Madeira), foi um dos primeiros colonos da região da Huíla, em Angola. Em Angola, completou a instrução primária (Escola Primária n.º 61 Irmãos Roby) e o ensino liceal, concluindo o Curso Complementar de Letras no Liceu Nacional Diogo Cão, em 1944, onde se interessou pelas disciplinas de História, Latim e Filosofia.
Em 1944, aos 20 anos, mudou-se para Lisboa para prosseguir os estudos, após a população da província de Angola ter organizado um festival cujas receitas reverteram para financiar a viagem de Irisalva Moita, cuja família não tinha posses para financiar os seus estudos na então metrópole. Com uma bolsa de estudo concedida pela Casa dos Estudantes do Império (1947), frequentou o Curso Superior de Ciências Histórico-Filosóficas, que concluiu em 1949. A sua primeira experiência profissional foi professora do ensino secundário no Colégio Farense, em Faro.
Interessou-se pela arqueologia e no início da década de 1950, obteve uma bolsa de investigação da secção de arqueologia do Instituto de Alta Cultura (1952), organismo criado pelo Ministério da Educação do Estado Novo, para desenvolver e aperfeiçoar a cultura artística, a investigação científica e as relações culturais com o estrangeiro, bem como para divulgar a língua e a cultura portuguesas. A bolsa duraria duas décadas, tendo Moita estado envolvido em várias investigações e escavações arqueológicas, começando pelo estudo da cultura dolménica portuguesa, como a Anta da Cunha Baixa, perto de Viseu, e a Anta do Carapito I, no distrito da Guarda, bem como outros sítios na região do Alentejo. Estudou em pormenor a cultura castreja, período que, em Portugal, se considera geralmente compreendido entre o século IX a.C. e o século I a.C., altura em que os romanos dominaram o país. A partir de meados dos anos 50, os seus interesses centrar-se-ão cada vez mais na capital, desde o período romano, quando era conhecida por Olisipo, até mais ou menos à atualidade.
Entre 1953 e 1955, realizou o estágio para Lugares de Conservadores dos Museus, Palácios e Monumentos Nacionais. Em 1954, iniciou funções na Câmara Municipal de Lisboa como conservadora interina dos museus municipais. O seu papel na arqueologia em Lisboa foi necessário devido ao aumento das obras de construção, como a do Metro de Lisboa, iniciada em 1955.
A partir de 1954, Moita suspendeu funções na Câmara Municipal de Lisboa e passou a integrar a carreira académica, como 2.ª Assistente do Grupo de História (além-quadro) da Faculdade de Letras da Universidade de Lisboa, sendo responsável pelas cadeiras de História Geral da Civilização, História da Antiguidade Oriental, História da Antiguidade Clássica, História Medieval, História Moderna, História de Portugal, História dos Descobrimentos e da Colonização Portuguesa, Paleografia e Diplomática, Epigrafia, Numismática e Esfragística e Arqueologia. Em 1957, desvinculou-se da carreira académica por divergências com Manuel Heleno, um professor catedrático da Faculdade de Letras da Universidade de Lisboa. Frequentou o curso de Conservador de Museus. A partir de 1958, por concurso público, regressou ao cargo de conservadora interina dos museus municipais, que havia inicialmente ocupado na Câmara Municipal de Lisboa, e assumiu o cargo de conservadora do Museu da Cidade, então situado no Palácio da Mitra. Logo em 1958, impulsionou na Câmara Municipal de Lisboa o estudo das origens pré-históricas da cidade, que foi publicado na Revista Municipal em 1967. Viu-se frequentemente envolvida na proteção de infra-estruturas e artefactos prestes a serem destruídos pelas obras. Com o tempo, tornar-se-ia internacionalmente conhecida como especialista em preservação urbana. Entre as suas escavações contam-se as do Parque Florestal de Monsanto, do teatro romano de Lisboa (1966-1967), do Hospital Real de Todos-os-Santos na Praça da Figueira (o que fez interromper a construção dos túneis do metropolitano entre agosto e setembro de 1960) e da necrópole romana da mesma zona. Entre 1968 e 1969, esteve envolvida no programa que permitiu conservar as galerias romanas na rua da Prata, que viriam a abrir ao público em 1982, no âmbito do Museu da Cidade, e o criptopórtico romano sobre o qual foi construída a Baixa de Lisboa. Por sua iniciativa, passaram a ser realizadas visitas guiadas ao Teatro Romano de Lisboa.
Em 1971, foi nomeada Conservadora-Chefe dos Museus Municipais de Lisboa, um cargo anteriormente ocupado por Julieta Ferrão, de quem recebeu inspiração. Tornou-se especialista em Olisipografia, por influência de Gustavo de Matos Sequeira e Luís Pastor de Macedo, e dedicou-se ao estudo de textos ligados a Lisboa, nomeadamente no que respeita ao desenvolvimento histórico e urbanístico da cidade. Interessou-se particularmente pelo caricaturista português e proprietário de uma fábrica de cerâmica, Rafael Bordalo Pinheiro, tendo publicado vários artigos sobre ele e as personagens do seu tempo. Entre 1973 e 1975, Irisalva delineou uma nova estrutura para o futuro Museu da Cidade, a instalar no Palácio Pimenta, ao Campo Grande, na qual propunha uma abordagem cronológica e evolutiva do desenvolvimento da cidade. As obras no Palácio Pimenta iniciaram-se em 1977 e a montagem do espaço decorreu sob a sua direção, tendo sido inaugurado em 1979. Supervisionou a expansão do museu, desde o relativamente pequeno museu em que ingressou até ao museu multi-localizado dos nossos dias, com uma rápida expansão da coleção. Em 1980, na obra Le Capitales de l’Europe. Guide des sources de l’architecture e l’urbanisme, escreveu o capítulo dedicado a Lisboa, juntamente com Eduardo Martins Bairrada e Fernando Castelo-Branco, pelo qual recebeu um louvor do então presidente da Câmara Municipal de Lisboa, Nuno Krus Abecasis. Aposentou-se em 1994, mas continuou a participar na organização de exposições em Lisboa.
Foi também comissária de várias exposições, nomeadamente sobre o Culto de Santo António em Lisboa; o Marquês de Pombal, realizada no bicentenário da sua morte; Lisboa Quinhentista - A imagem e a vida na cidade, uma exposição sobre as gentes de Lisboa, o seu ambiente, modos de vida, divertimentos e mentalidade; Azulejos de Lisboa; Faianças de Rafael Bordalo Pinheiro; e o abastecimento de água no tempo de D. João V.
Para além dos catálogos de exposições, o seu trabalho incluiu a coordenação de O Livro de Lisboa, preparado para a Expo98, para o qual contribuiu também com dois artigos.
Ao nível associativo e da participação cívica, integrou o Grupo Amigos de Lisboa, de que chegou a ser vice-presidente em 1980. Manteve-se activa até ao fim da sua vida: percorria Lisboa sempre atenta a eventuais destruições do património da cidade, como demolições de azulejos antigos ou de cantarias classificadas, que denunciava.
Irisalva Moita faleceu, em Lisboa, a 13 de Junho de 2009, mas a sua morte só foi anunciada no dia 23 do mesmo mês, segundo instruções suas.

## Vida pessoal
A 25 de março de 1961, casou com o arquiteto José Huertas Lobo, corresponsável pelo Inquérito à Arquitectura Popular Portuguesa.

## Reconhecimento
A 4 de outubro de 2004, foi agraciada pela Presidência da República Portuguesa com o grau de Grande-Oficial da Ordem do Infante D. Henrique.
A 18 de maio de 2008, a Câmara Municipal de Lisboa distinguiu-a com a Medalha de Honra da cidade, entregue pelo então presidente António Costa, pelo trabalho que desenvolveu nos museus da cidade.  O seu nome consta da toponímia da cidade, no Lumiar.
O Museu de Lisboa dedicou, em 2021, o segundo número da sua revista, Scaena, à sua vida e obra.

## Ligações Externas
- Museu de Lisboa (youtube) | Mini-documentário: As pessoas: Irisalva Moita (2021)

[[Catrgoria:Grandes-Oficiais da Ordem do Infante D. Henrique